# Łopiennik Górny (gemeente)
De gemeente Łopiennik Górny is een landgemeente in het Poolse woiwodschap Lublin, in powiat Krasnostawski.
De zetel van de gemeente is in Łopiennik Górny.
Op 30 juni 2004 telde de gemeente 4390 inwoners.

## Oppervlakte gegevens
In 2002 bedroeg de totale oppervlakte van gemeente Łopiennik Górny 106,25 km², waarvan:
- agrarisch gebied: 71%
- bossen: 20%

De gemeente beslaat 9,34% van de totale oppervlakte van de powiat.

## Demografie
Stand op 30 juni 2004:
| Omschrijving                   | Totaal | Totaal | Vrouwen | Vrouwen | Mannen | Mannen |
| ------------------------------ | ------ | ------ | ------- | ------- | ------ | ------ |
| eenheid                        | aantal | %      | aantal  | %       | aantal | %      |
| inwoners                       | 4390   | 100    | 2232    | 50,8    | 2158   | 49,2   |
| bevolkingsdichtheid (inw./km²) | 41,3   | 41,3   | 21      | 21      | 20,3   | 20,3   |

In 2002 bedroeg het gemiddelde inkomen per inwoner 1124,2 zł.

## Administratieve plaatsen (sołectwo)
Borowica, Dobryniów, Dobryniów-Kolonia, Gliniska, Krzywe, Łopiennik Dolny, Łopiennik Dolny-Kolonia, Łopiennik Górny, Łopiennik Nadrzeczny, Łopiennik Podleśny, Majdan Krzywski, Nowiny, Olszanka, Wola Żulińska, Żulin.

## Aangrenzende gemeenten
Fajsławice, Gorzków, Krasnystaw, Rejowiec, Rejowiec Fabryczny, Rybczewice, Trawniki